# Tellis Frank
Tellis Joseph Frank jr. (Gary, 26 aprile 1965) è un ex cestista e allenatore di pallacanestro statunitense, professionista nella NBA, in Italia, Francia e Spagna.

## Carriera
È stato selezionato dai Golden State Warriors al primo giro del Draft NBA 1987 (14ª scelta assoluta).

## Palmarès
- Campionato italiano: 1

Caserta: 1990-91
- Copa del Rey: 1

Manresa: 1996